# رود اند ترک
رود اند ترک (به انگلیسی: Road & Track؛ به اختصار R&T) یک مجله آمریکایی علاقه‌مند به خودرو است. این مجله متعلق به مجلات Hearst است و ۶ بار در سال منتشر می‌شود. دفاتر تحریریه در نیویورک، نیویورک واقع شده‌است.

## تاریخچه
رود اند ترک (اغلب به اختصار R&T) توسط دو دوست، ویلفرد اچ. برهات، جونیور و جوزف اس. فنسی، در سال ۱۹۴۷ در همپستید، نیویورک تأسیس شد. از سال ۱۹۴۷ تا ۱۹۴۹ تنها ۶ بار منتشر شد و در سال‌های نخستین خود با مشکل مواجه شد. تا سال ۱۹۵۲، جان آر. باند و همسرش الین، یکی از همکاران و ویراستار همیشگی، صاحب مجله شدند، که سپس تا فروش آن به انتشارات سی‌بی‌اس در سال ۱۹۷۲ رشد کرد.
علامت (&) در عنوان در سال ۱۹۵۵ توسط سردبیر آن زمان تری گالانوی معرفی شد که واژه «و» را در نام مجله جایگزین کرد، زیرا واژه‌های Road و Track از نظر گرافیکی برای تشخیص مؤثر در دکه روزنامه فروشی بسیار طولانی بودند.
در سال ۱۹۸۸، Hachette Filipacchi Media مالکیت این مجله را بر عهده گرفت. در اکتبر ۲۰۰۸، مت دلورنزو سردبیر شد و جانشین توس ال. برایانت شد که ۲۰ سال در این سمت بود. مجله Hearst این مجله را در سال ۲۰۱۱ خریداری کرد. در ژوئن ۲۰۱۲، لری وبستر نقش سردبیر را بر عهده گرفت و دلورنزو مشاور این نشریه شد. علاوه بر این، مجله فعالیت‌های خود را از نیوپورت بیچ، کالیفرنیا، به آن آربور، میشیگان منتقل کرد.
در فوریه ۲۰۱۶، وبستر از سردبیری استعفا داد و کیم ولفکیل به‌عنوان جایگزین وی معرفی شد. در شماره مارس/آوریل ۲۰۱۹، ولفکیل اعلام کرد که دفاتر تحریریه در میشیگان بسته می‌شوند و این نشریه به نیویورک، نیویورک، در برج هرست منتقل می‌شود. پروفایل لینکدین او فوریه ۲۰۱۹ را به عنوان آخرین تاریخ او در رود اند ترک فهرست می‌کند. تراویس اوکولسکی، مدیر وبگاه رود اند ترک در آن زمان، نقش سردبیری را از شماره مه ۲۰۱۹ به بعد بر عهده گرفت.
کار اند درایور و رود اند ترک نشریه‌های خواهر Hearst هستند و بخش‌های تبلیغات، فروش، بازاریابی، و توزیع یکسانی دارند. با این حال، عملیات تحریریه آنها متمایز است و ناشران جداگانه دارند.
در اوت ۲۰۲۰، این مجله به یک دو ماهنامه با فرمت بزرگ تبدیل شد که بر طراحی زیبا و ویژگی‌های عمیق گزارش شده تأکید داشت. سردبیر جدید مایک گای، که قبلاً The Drive for Time Inc. را راه‌اندازی کرده بود، دانیل پاند ویراستار اجرایی و ناتان شرودر مدیر خلاقیت را استخدام کردند و با هم رود اند تراک را به عنوان مجله ۱۸۰ صفحه‌ای پرمیوم علاقه‌مندان در غرفه‌های امروزی بازسازی کردند. مت فارا از The Smoking Tire و نویسنده پرفروش A.J. Baime (برو مثل جهنم، رئیس تصادفی) به عنوان ویراستاران بزرگ پیوست.

## محتوا
رود اند ترک بر روی ماشین‌های تولیدی جدید، ماشین‌های قدیمی، و ماشین‌های مسابقه‌ای با بررسی رانندگی، سفرهای جاده‌ای و تست‌های مقایسه تمرکز دارد. رانندگان سابق ماشین‌های مسابقه اغلب مطالبی را ارائه کرده‌اند، از جمله پل فر، سام پوزی، و قهرمان فرمول یک، فیل هیل. دیگر مشارکت‌کنندگان برجسته عبارتند از طراح مک‌لارن اف۱ گوردون موری، مدیر اجرایی خودرو باب لوتز، هنری ان. مانی III، پیتر ایگان، جیسون کامیسا، و مت فارا.
- نامه سردبیر که توسط سردبیر تراویس اوکولسکی نوشته شده‌است.[۱۳]
- "Enginerdy"، ستونی که به بررسی مفاهیم مهندسی مرتبط با بخش خودرو می‌پردازد.[۱۴]
- «رازهای سرعت» نوشته شده توسط راننده سابق ایندی کار راس بنتلی با تمرکز بر رانندگی پرفورمنس.[۱۵]
- "Smithology" نوشته سردبیر سام اسمیت.[۱۶]

مانند بسیاری از مجلات خودرو، رود اند ترک در حال حاضر تست سالانه «خودروی سال» را منتشر می‌کند که به عنوان خودروی عملکرد سال جاده و مسیر شناخته می‌شود. جدیدترین برنده این آزمایش، هیوندای ولستر ان ۲۰۲۰ است.

## بازی‌های ویدیویی
رود اند ترک در سال ۱۹۹۲ بازی ویدیویی، Grand Prix Unlimited، که توسط اکولید برای MS-DOS توسعه یافت، مشارکت داشت. این مجله همچنین در سال ۱۹۹۴ به بازی ویدیویی جنون سرعت کمک کرد تا به طراحان کمک کند رفتار و صداهای خودرو را با خودروهای واقعی مطابقت دهند.